# ديفيد ماير
ديفيد ماير (بالإيطالية: David Mair)‏ هو متسابق على الجليد بمزلاجة إيطالي، ولد في 21 أغسطس 1984 في ستيرزنج في إيطاليا.

## وصلات خارجية
- ديفيد ماير على موقع FIL (الإنجليزية)
- ديفيد ماير على موقع اللجنة الأولمبية الدولية (الإنجليزية)
- ديفيد ماير على موقع أوليمبيديا (الإنجليزية)